# Kurt Herbert Adler
Kurt Herbert Adler   (Viena, 2 d'abril de 1905 - Ross, 9 de febrer de 1988) també conegut com a Kurt Adler,  va ser un director d'orquestra austro-americà.

## Biografia
Kurt Herbert Adler era fill d'Ida Adler, de soltera Bauer, i de l'industrial Ernst Adler. Era nebot del polític Otto Bauer i besnebot de l'actor Adolph von Sonnenthal. Després d'assistir a l'escola, a l'acadèmia de música i al conservatori de Viena, va ser Kapellmeister al "Theater in der Josefstadt" de Viena del 1925 al 1928, abans de treballar com a director d'òpera i concerts al Festival de Salzburg del 1936 al 1937. Altres activitats el van portar a Alemanya, Txecoslovàquia i Itàlia. Després de l'Anschluss d'Àustria el 1938, va fugir als EUA, on va treballar a l'Òpera Cívica de Chicago. De 1938 a 1952, va dirigir als EUA (inclosos Chicago, San Francisco i Los Angeles) i a la Xina (òpera i simfònica a Xangai). Va dirigir el cor fins al 1943, i de 1953 a 1981, va ser director general de la San Francisco Opera Company, succeint Gaetano Merola. Va portar Marilyn Horne, Birgit Nilsson i Leontyne Price a les seves primeres representacions als EUA i va posar en escena les òperes Les Troyens, A Midsummer Night's Dream i Die Frau ohne Schatten per primera vegada en sòl americà.
Fins a la seva jubilació el 1982, Adler va ser professor a la Universitat de Califòrnia i també director de l'orquestra simfònica d'allà. Va viure a Ross, Califòrnia.
El 1961, va ser guardonat amb la Gran Condecoració d'Honor pels Serveis a la República d'Àustria. Va rebre doctorats honoris causa de la Universitat del Pacífic i de la Universitat de San Francisco, va rebre la Citació de Berkeley de la Universitat de Califòrnia, va rebre la Creu Federal al Mèrit i va ser nomenat Cavaliere de la República Italiana. Va rebre més condecoracions dels governs d'Itàlia i França, així com de les ciutats de San Francisco i Marsella.
Kurt Adler era protestant, es va casar tres vegades i va tenir dos fills.
El seu fill, Ronald Huntington Adler, va formar part del consell d'administració de l'Òpera Estatal de Baviera des del 2001, va ser director d'òpera i director artístic en funcions de l'Òpera Estatal de Berlín del 2008 al 2011, i assessor artístic del consell d'administració de la Semperoper de Dresden des del 2014.